# Rhodobacteraceae
Die Einteilung der Lebewesen in Systematiken ist kontinuierlicher Gegenstand der Forschung. So existieren neben- und nacheinander verschiedene systematische Klassifikationen. 
Das hier behandelte Taxon ist durch neue Forschungen obsolet geworden oder ist aus anderen Gründen nicht Teil der in der deutschsprachigen Wikipedia dargestellten Systematik.

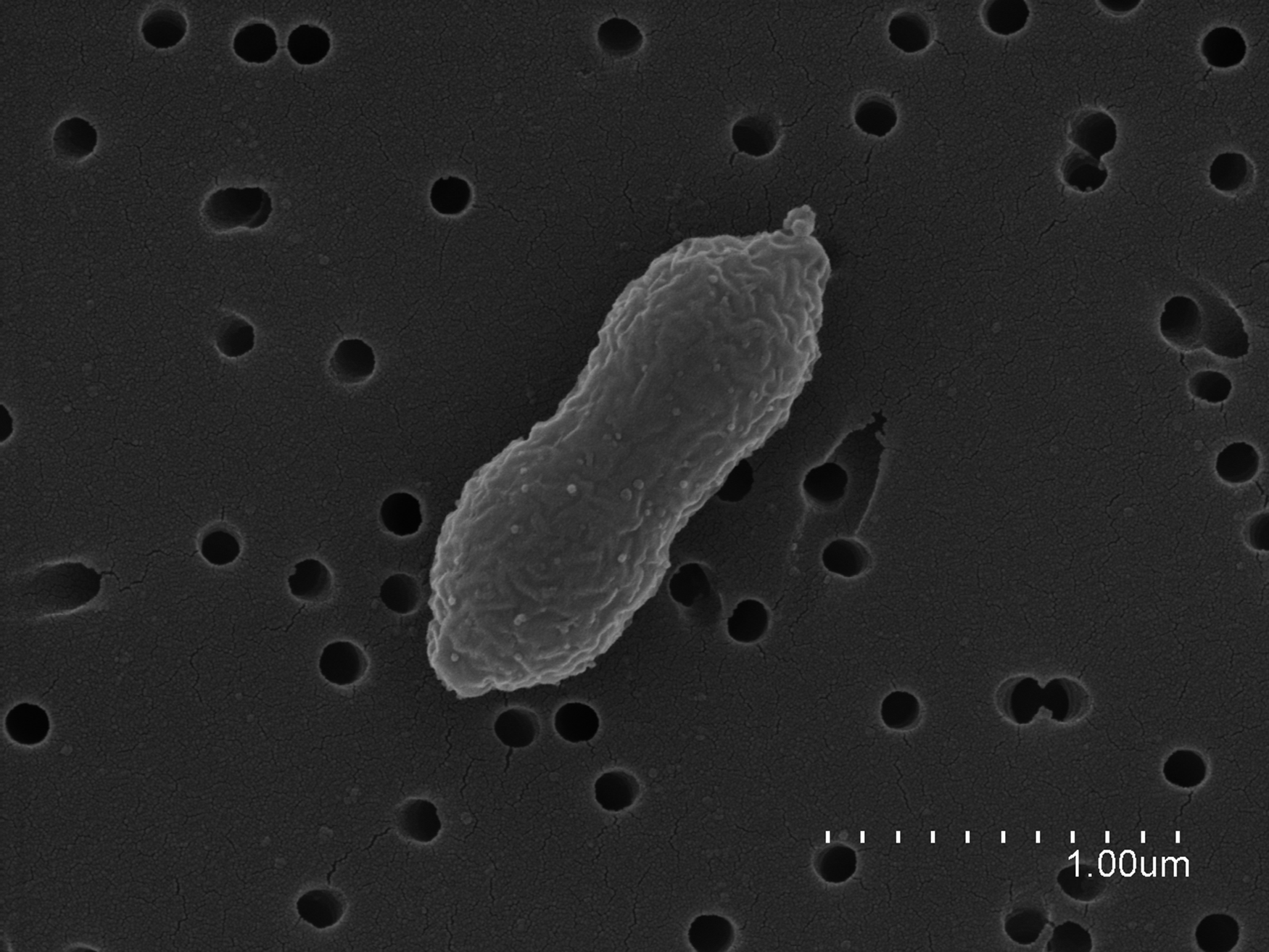
Elektronenmikroskopische Aufnahme einer Zelle von Sagittula salina

Die Rhodobacteraceae waren eine Familie der Ordnung Rhodobacterales innerhalb der Alphaproteobacteria. Phylogenetische Untersuchungen haben dazu geführt, dass die Familie 2022 aufgelöst wurde. Viele Arten wurden zu der neu aufgestellten Familie Roseobacteraceae gestellt. Andere wurden den Paracoccaceae zugeordnet.
Dieser Artikel bezieht sich auf die Gattungen, die bis 2019 der Familie Rhodobacteraceae zugeteilt wurden.
Viele dieser Gattungen sind photosynthetisch aktiv und zählen zu den Nichtschwefelpurpurbakterien.

## Merkmale
Bei den Mitgliedern der Rhodobacteraceae verläuft die Gram-Färbung negativ. Es kommen eiförmige oder auch stäbchenförmige Zellen vor, Amaricoccus ist kokkenförmig. Einige Arten vermehren sich durch Knospung. Anstelle der für die meisten Bakterienarten typische binäre Zellteilung, bei der zwei mehr oder weniger gleichgeformte und gleich große Zellen entstehen, bildet sich eine zunächst kleinere Tochterzelle, die mit der Mutterzelle einige Zeit verbunden bleibt. Die Tochterzelle wächst hierbei nicht gleichmäßig, sondern polar, an einem bestimmten Punkt. Zu den knospenden Arten zählen z. B. Rhodobacter blasticus und Gemmobacter aquatilis.
Einige Mitglieder sind begeißelt und beweglich, auch unbegeißelte Vertreter, wie Methylarcula sind vorhanden. Viele Arten sind im Süß- oder Meerwasser anzutreffen, aber auch in anderen Habitaten wie Boden (z. B. Paracoccus), Abwasser (Amaricoccus) oder Brackwasser (Ahrensia) kommen Vertreter vor. Einige sind auf Sauerstoff angewiesen, also strikt aerob. Andere sind wiederum fakultativ anaerob, zeigen also auch unter Sauerstoffausschluss Wachstum.

## Stoffwechsel
Physiologisch sind die Rhodobacteraceae sehr vielfältig. Einige Arten werden zu den sogenannten Nichtschwefelpurpurbakterien gestellt. Ein wichtiges Merkmal dieser nicht nutzen (H2S) als Elektronenspender, hierbei wird Schwefel als Produkt freigesetzt. monophyletischen Gruppen von verschiedenen Proteobakterien ist die Fähigkeit zur Photoheterotrophie, hier dient Licht als Energie- und dienen organische Stoffe als Kohlenstoffquelle. Die Photosynthese verläuft anoxygen, es wird kein Sauerstoff freigesetzt, wie es bei der oxygenen Photosynthese der Fall wäre. Die Nichtschwefelpurpurbakterien Einige Arten der Rhodobacteraceae nutzen unter bestimmten Umständen für die Photosynthese auch bestimmte andere Schwefelverbindungen, wie Sulfide oder Thiosulfate als Elektronendonatoren. Beispiele hierfür sind viele Arten von Rhodobacter und die Art Rhodovulum sulfidophilum. Als Elektronendonatoren können von einigen Nichtschwefelpurpurbakterien auch organische Stoffe genutzt werden.
Die Nutzung von Schwefelverbindungen ist, anders als der Name vermuten lässt, unter den Nichtschwefelpurpurbakterien weit verbreitet.
Viele Arten der Rhodobacteraceae, wie auch andere Nichtschwefelpurpurbakterien, können auch photoautotroph wachsen, dann wird Kohlenstoff durch die CO2-Fixierung gewonnen.
Einige Arten der Rhodobacteraceae, wie z. B. Roseobacter denitrificans, sind auch in der Lage, in Gegenwart von Sauerstoff (also unter aeroben Bedingungen) anoxygene Photosynthese zu betreiben, man spricht hierbei von der aeroben anoxygenen Phototrophie (AAnP). Die Anwesenheit von Sauerstoff wird hierbei toleriert (aber nicht zu der Photosynthese genutzt). Dies steht im Gegensatz zu der sogenannten anaeroben anoxygenen Photosynthese (AnAnP), welche nicht in der Gegenwart von Sauerstoff ablaufen kann, wie sie z. B. bei den strikt anaeroben Schwefelpurpurbakterien abläuft.
In allen phototrophen Arten der Rhodobacteraceae ist das Bacteriochlorophyll a enthalten.
Nicht alle Rhodobacteraceae sind zur Photosynthese fähig, so ist die Chemoorganotrophie (Atmungsstoffwechsel) bei den Rhodobacteraceae ebenfalls anzutreffen. Ein Beispiel ist Gemmobacter. Einige anaerobe Vertreter sind zur Fermentation fähig. Auch fakultativ methylotrophe Bakterien sind vorhanden, wie z. B. Arten von Methylarcula. Sie können Moleküle, die keine direkten Kohlenstoff-Kohlenstoff-Bindungen enthalten, als einzige Kohlenstoffquelle für Wachstum und Energiegewinn nutzen. Zu solchen Verbindungen zählen z. B. Dimethylamin (kann von Methylarcula terricola genutzt werden) und Methylamin (von Methylarcula marina genutzt).
Auch Denitrifizierer sind in der Familie vorhanden, wie Paracoccus denitrificans, Rhodobacter azotoformans und Roseobacter denitrificans.

## Systematik
Die Familie Rhodobacteraceae wurde aufgrund genetischer Untersuchungen 2022 aufgelöst. Die Mitglieder wurden aufgrund taxonomischen Untersuchungen auf die neuen Familien Roseobacteraceae, Stappiaceae, Ahrensiaceae und die Paracoccaceae verteilt. Die für die ursprüngliche Familie namengebende Gattung Rhodobacter wurde zu den Paracoccaceae gestellt.
Zuvor wurden bereits verschiedene Gattungen, wie Hyphomonas zu der neu geschaffenen Familie Hyphomonadaceae gestellt. Die Familie Hyphomonadaceae wurde zuerst ebenfalls in der Ordnung Rhodobacterales geführt, aktuell (Stand Juni 2019) wird sie der Ordnung Hyphomicrobiales zugeordnet.
Alle Arten der Catellibacterium werden nun der Gattung Gemmobacter zugeordnet. Die Gattung Rhodobaca wurde aufgelöst, die Arten Rhodobaca bogoriensis und Rhodobaca barguzinensis wurden zu der Gattung Roseinatronobacter gestellt.
Die Familie Rhodobacteraceae wurde ursprünglich in mehrere Gruppen aufgeteilt:
- Stappia-Gruppe
- Gattung Ahrensia
- Gattung Agaricicola
- Gattung Rhodothalassium
- Rhodobacteraceae sensu stricto (the true rhodobacters)

Die ersten 4 Gruppen stehen phylogenetisch weit entfernt von den übrigen Arten. Die Gattung Rhodothalassium wird nun innerhalb der im Jahr 2014 neu aufgestellten Familie Rhodothalassiaceae geführt.
Agaricicola zählt nun zu den Roseobacteraceae und Ahrensia wurde der 2020 neu aufgestellten Gruppe Ahrensiaceae zugeordnet.
Rhodobacteraceae konnten aufgrund 16S-rRNA Gensequenzen in
5 gut definierte Gruppen aufgeteilt werden:
Amaricoccus-Gruppe, Rhodobacter-Gruppe, Roseobacter-Gruppe, Paracoccus-Gruppe und die Rhodovulum-Gruppe. Die größte Anzahl der Arten wurden der Roseobacter-Gruppe zugeordnet (im Jahr 2013 ca. 70 Gattungen). Innerhalb dieser Gruppe waren zu diesem Zeitpunkt zum größten Teil marine Organismen vereinigt. Einige dort zugeordnete Arten führen aerobe anoxygene Phototrophie durch. Die meisten sind aerob chemoheterotroph. Nichtschwefelpurpurbakterien finden sich in Rhodovulum und Rhodobacter Gruppen. Die Paracoccus-Gruppe ist fast ausschließlich aus aquatischen Ökosystemen vorkommenden Bakterien zusammen gesetzt. Hier sind auch im Abwasser vorkommende Arten vertreten. Einige Mitglieder sind für ihre Fähigkeit, die Denitrifikation durchzuführen bekannt.
Es folgt eine Liste einiger Gattungen, die 2019 der Familie Rhodobacteraceae zugehörig waren:
- Ahrensia Uchino et al. 1999
- Albidovulum Albuquerque et al. 2003
- Amaricoccus Maszenan et al. 1997
- Antarctobacter Labrenz et al. 1998
- Cereibacter Suresh et al. 2015 mit Cereibacter sphaeroides
- Dinoroseobacter Biebl et al. 2005
- Gemmobacter Rothe et al. 1988
- Jannaschia Wagner-Dobler et al. 2003
- Ketogulonicigenium Urbance et al. 2001
- Leisingera Schaefer et al. 2002 emend. Martens et al. 2006
- Loktanella Van Trappen et al. 2004
- Maribius Choi et al. 2007
- Marinovum Martens et al. 2006
- Methylarcula Doronina et al. 2000
- Nereida Pujalte et al. 2005
- Nesiotobacter Donachie et al. 2006
- Oceanibulbus Wagner-Dobler et al. 2004
- Oceanicola Cho and Giovannoni 2004
- Octadecabacter Gosink et al. 1998
- Paracoccus Davis 1969
- Palleronia Martinez-Checa et al. 2005
- Paracoccus Davis 1969 mit Paracoccus denitrificans
- Pelagibaca Cho and Giovannoni 2006
- Phaeobacter Martens et al. 2006
- Pseudorhodobacter Uchino et al. 2003
- Pseudovibrio Shieh et al. 2004
- Rhodobaca Milford et al. 2001
- Rhodobacter Imhoff et al. 1984
- Rhodothalassium Imhoff et al. 1998
- Rhodovulum Hiraishi and Ueda 1994
- Roseibacterium Suzuki et al. 2006
- Roseibium Suzuki et al. 2000
- Roseicyclus Rathgeber et al. 2005
- Roseinatronobacter Sorokin et al. 2000
- Roseisalinus Labrenz et al. 2005
- Roseivivax Suzuki et al. 1999
- Roseobacter Shiba 1991
- Roseovarius Labrenz et al. 1999
- Rubellimicrobium Denner et al. 2006
- Rubrimonas Suzuki et al. 1999
- Ruegeria Uchino et al. 1999
- Sagittula Gonzalez et al. 1997
- Salipiger Martinez-Canovas et al. 2004
- Silicibacter Petursdottir and Kristjansson 1999
- Stappia Uchino et al. 1999
- Sulfitobacter Sorokin 1996
- Tateyamaria Kurahashi and Yokota 2007
- Thalassobius Arahal et al. 2005
- Thalassobacter Macian et al. 2005
- Thioclava Sorokin et al. 2005
- Yangia Dai et al. 2006

## Ökologie
Arten der Rhodobacteraceae, besonders der sogenannten Roseobacter-Linie, spielen eine wichtige Rolle innerhalb der Meere für den globalen Kohlenstoff- und Schwefelkreislauf und das Klima. Bei der Roseobacter-Linie handelt es sich um Arten von Roseobacter und näher Verwandten mit mehr als 89 % Übereinstimmung der 16S rRNA. Neben der Nutzung von Schwefelverbindungen sind weitere wichtige physiologische, also den Stoffwechsel betreffende Merkmale vorhanden. Hierzu zählt u. a. die Oxidation des Treibhausgases Kohlenmonoxid (CO), die Reduktion von Spurenmetallen und der Abbau von Aromaten. Des Weiteren produzieren sie das Gas Dimethylsulfid, welches wichtig für die Wolkenbildung ist.